# Перкалабські придатки
«Перкалабські придатки» — музичний гурт з Івано-Франківська. Був створений у 2010 році, як побічний проєкт музикантів «Перкалаби». Згодом набув постійний склад учасників та став повноцінним рок-гуртом.
Під час презентації альбому «МАЙжеНаживо» гурт оголосив, що цей альбом є останнім. Після розпуску «Перкалабських придатків» Ярема Стецик заснував ансамбль «Пенсія», Андрій Федотов — гурт «BuhNay».

## Склад гурту
- Андрій «Федот» Федотов — вокал, гітара, бас, тромбон
- Ярема Стецик — вокал, бас, гітара
- Лев «Скрипа» Скренткович — вокал, барабани, перкусія

## Дискографія
- 2010 — Риби (демо)
- 2012 — Веселих свят!!
- 2014 — МАЙжеНАживо